# Job von Witzleben
Karl Ernst Job Wilhelm von Witzleben, född 20 juli 1783 i Halberstadt, död 9 juli 1837 i Berlin, var en preussisk militär.
Witzleben blev officer 1802, deltog i krigen 1806 och 1813-1815 samt ledde sistnämnda år, då överste och generalstabschef vid nordtyska förbundskåren, belägringarna av Sedan, Mézières och Montmédy. Han blev 1818 generalmajor och chef för kungens militärkabinett samt 1831 generallöjtnant och var 1833-1835 krigsminister. Han inlade stor förtjänst om sammansmältningen av den stående hären och lantvärnet.